# 8 settembre
L'8 settembre è il 251º giorno del calendario gregoriano (il 252º negli anni bisestili). Mancano 114 giorni alla fine dell'anno.

## Eventi
- 70 – Tito, incaricato da suo padre Vespasiano di concludere la prima guerra giudaica, conquista Gerusalemme
- 1298 – Andrea Dandolo, ammiraglio della flotta veneta, viene sconfitto dai genovesi presso l'isola dalmata di Curzola; si ucciderà sbattendo ripetutamente il capo dopo esser stato catturato
- 1331 – Stefan Dušan si dichiara re di Serbia
- 1380 – Battaglia di Kulikovo: le forze russe, guidate dal Gran Principe di Mosca Dimitrij Ivanovič, sconfiggono un'armata mista di Mongoli e Tatari fermando la loro avanzata
- 1420 – Francesco Bussone, detto Carmagnola, condottiero al soldo dei Visconti, sconfigge l'esercito del Malatesta presso Brescia
- 1449 – Battaglia della Fortezza di Tumu: i Mongoli catturano l'imperatore cinese Zhengtong
- 1529 – Gli Ottomani conquistano Buda
- 1565 – I Cavalieri di Malta fermano l'assedio turco a Malta; l'assedio era iniziato il precedente 18 maggio
- 1597 – Atto di separazione tra i cantoni di Appenzello Esterno, protestante, e di Appenzello Interno, cattolico
- 1636 – Con una votazione della Grande Corte Generale della Colonia della Baia di Massachusetts viene fondato il College di Harvard, la prima università degli Stati Uniti d'America
- 1655 – Seconda guerra del nord: l'esercito svedese di re Carlo X conquista Varsavia
- 1694 – Un terremoto in Irpinia e Basilicata causa circa 6000 vittime
- 1761 – Giorgio III del Regno Unito sposa Carlotta di Meclemburgo-Strelitz
- 1796 – Guerre napoleoniche, battaglia di Bassano: le forze francesi sconfiggono le truppe austriache a Bassano del Grappa
- 1810 – La Tonquin salpa dal Porto di New York con a bordo 33 impiegati dell'appena fondata Pacific Fur Company di John Jacob Astor; dopo sei mesi di viaggio attorno al Sudamerica, la nave arriverà alla foce del fiume Columbia, e gli uomini di Astor fonderanno la città di Astoria
- 1855 – Sebastopoli, in Crimea, cade nelle mani degli anglo-francesi dopo 11 mesi d'assedio
- 1863 – Guerra di secessione americana, seconda battaglia di Sabine Pass: sul confine tra Texas e Louisiana, alla foce del fiume Sabine, una piccola forza confederata impedisce l'invasione del Texas
- 1870 – Inizia la presa di Roma: circa 60000 soldati del Regno d'Italia al comando del generale Raffaele Cadorna convergono sulla città
- 1888
  - A Londra viene ritrovato il corpo di Annie Chapman, la seconda vittima di Jack lo squartatore
  - In Inghilterra si disputano le prime sei partite di calcio della Football League
- 1905  – Terremoto in Calabria di magnitudo momento di 7,06. Provocò 557 vittime
- 1907 – Papa Pio X pubblica l'enciclica Pascendi Dominici gregis sugli errori ormai sostenuti anche da cattolici e da ecclesiastici e sulla condanna della corrente teologica del modernismo e dei modernisti
- 1923 – Disastro di Honda Point: sette cacciatorpediniere della marina militare statunitense si arenano sulla costa della California
- 1928 – Il Football Club Internazionale Milano si fonde con l'U.S. Milanese cambiando così il suo nome in Ambrosiana
- 1930 – La 3M inizia a commercializzare il nastro adesivo
- 1935 – Il senatore della Louisiana Huey Long viene ferito mortalmente all'interno del Senato della Louisiana
- 1941 – Seconda guerra mondiale: inizia l'assedio di Leningrado da parte dell'esercito nazista
- 1943
  - Seconda guerra mondiale: con il proclama Badoglio, che fa seguito a quello del generale Dwight D. Eisenhower lanciato da Radio Algeri un'ora prima, viene reso pubblico l'armistizio di Cassibile firmato dall'Italia il 3 settembre dal generale Giuseppe Castellano a nome del Capo del Governo e Maresciallo d'Italia Pietro Badoglio fedele al re Vittorio Emanuele III; le forze armate italiane vengono attaccate da quelle tedesche e Brindisi diviene sede del governo del Regno d'Italia
  - Seconda guerra mondiale: Frascati è colpita da un pesante bombardamento alleato che causa circa 500 morti fra i civili e 200 fra i militari tedeschi
- 1944
  - Seconda guerra mondiale: Londra viene colpita da una V2 per la prima volta
  - Seconda guerra mondiale: Mentone viene liberata dagli Alleati
  - Seconda guerra mondiale: gli inglesi bombardano e affondano il transatlantico Rex al largo di Capodistria
- 1945 – Guerra fredda: truppe statunitensi prendono il controllo della parte sud della Corea in risposta all'occupazione della parte nord da parte delle truppe sovietiche avvenuta un mese prima
- 1951
  - Trattato di San Francisco: a San Francisco 49 Stati firmano un trattato di pace con il Giappone, mettendo formalmente fine alla guerra del Pacifico
  - Fondazione della Confederazione mondiale di Fisioterapia (oggi nota come World Physiotherapy) a Copenaghen da parte di 11 organizzazioni provenienti da Australia, Canada, Danimarca, Finlandia, Francia, Norvegia, Nuova Zelanda, Regno Unito, Sudafrica, Svezia e USA; da allora ogni anno l'8 settembre è festeggiato come Giornata mondiale della fisioterapia[1]
- 1954 – Viene fondata la Southeast Asia Treaty Organization (SEATO)
- 1955 – Il musicista rock statunitense Chuck Berry si esibisce per la prima volta nel passo di danza noto come duck walk, improvvisato sul palco per nascondere al pubblico il proprio abito rovinato[2]
- 1960 – A Huntsville (Alabama), il presidente statunitense Dwight D. Eisenhower inaugura formalmente il Marshall Space Flight Center (la NASA aveva già attivato il centro il precedente 1º luglio)
- 1966 – Va in onda il primo episodio della serie televisiva Star Trek
- 1967 – Allo stadio olimpico di El Menzah si svolge la cerimonia d'apertura dei V Giochi del Mediterraneo di Tunisi
- 1974
  - Scandalo Watergate: il presidente statunitense Gerald Ford perdona l'ex-presidente Richard Nixon per tutti i crimini che questi potrebbe aver commesso mentre era in carica
  - Renato Curcio e Alberto Franceschini vengono arrestati a Pinerolo
- 1985 – Ultimo duplice omicidio del Mostro di Firenze agli Scopeti, vicino a San Casciano in Val di Pesa, ai danni dei due turisti francesi Jean-Michel Kraveichvili e Nadine Mauriot
- 1991 – La Repubblica di Macedonia dichiara l'indipendenza dalla Repubblica Socialista Federale di Jugoslavia.
- 2022 - La Regina Elisabetta II del Regno Unito muore dopo 70 anni di regno. Le succede il figlio Carlo III.

## Nati
Ci sono circa 1 240 voci su persone nate l'8 settembre; vedi la pagina Nati l'8 settembre per un elenco descrittivo o la categoria Nati l'8 settembre per un indice alfabetico.

## Morti
Ci sono circa 510 voci su persone morte l'8 settembre; vedi la pagina Morti l'8 settembre per un elenco descrittivo o la categoria Morti l'8 settembre per un indice alfabetico.

## Feste e ricorrenze

### Civili
Internazionali
- Giornata mondiale della fisioterapia: coincide con la data di fondazione, nel 1951 a Copenaghen, della WCPT (World Confederation for Physical Therapy), la Confederazione Mondiale di Fisioterapia.
- Giornata mondiale dell'alfabetizzazione[3]

Nazionali:
- Andorra - Mare de Deu de Meritxell, festa nazionale
- Malta - Il-Vitorja, festa nazionale e religiosa

### Religiose
Cristianesimo:
- Natività della Beata Vergine Maria
- Santi Adriano e Natalia, sposi e martiri
- San Corbiniano di Frisinga, vescovo
- Santi Fausto, Divo e Ammonio, martiri
- Beata Vergine Incoronata delle Grazie di Contursi Terme
- Madonna dell'Alto di Alcamo
- Maria Santissima di Monte Berico
- Sant'Isacco vescovo in Armenia
- San Pietro di Chavanon, sacerdote
- San Sergio I, papa
- San Tommaso di Villanova, vescovo
- Beati 22 martiri di Nagasaki
- Beato Adamo Bargielski, sacerdote e martire
- Beato Alano della Rupe (Alano de La Roche), domenicano
- Beato Antonio da San Bonaventura, francescano, martire
- Beata Apollonia del Santissimo Sacramento (Lizarraga Ochoa de Zabalegui), vergine e martire
- Beato Domenico Castellet, martire
- Beato Federico Ozanam, padre di famiglia, fondatore della Società di San Vincenzo de' Paoli
- Beati Giovanni Tomachi e figli, martiri in Giappone
- Beate Giuseppa di San Giovanni di Dio Ruano Garcia e Maria Addolorata di Sant'Eulalia Puig Bonany, vergini e martiri
- Beati Giuseppe Cecilio Rodriguez Gonzalez, Teodomiro Gioacchino Sainz Sainz ed Evenzio Riccardo Ujurra, lasalliani, martiri
- Beato Ismaele Escrihuela Esteve, martire
- Beata Lucia di Omura, martire
- Beato Marino Blanes Giner, martire
- Beato Pascual Fortuno Almela, sacerdote e martire
- Beato Segismundo Sagalés Vilà, religioso e martire
- Beata Serafina Sforza (Sveva Feltria), clarissa
- Beati Tommaso Palaser, Giovanni Norton e Giovanni Talbot, martiri
- Beato Wladyslaw Bladzinski, sacerdote e martire

Religione romana antica e moderna:
- Natale di Aureliano